# يفغينيا كوسيتسكايا
يفغينيا أندريفنا كوسيتسكايا (بالروسية: Евгения Андреевна Косецкая؛ من مواليد 16 ديسمبر 1994) هي لاعبة كرة الريشة روسية. حصلت على الميدالية الفضية في فئة زوجي سيدات في دورة الألعاب الأوروبية 2015 في باكو، وحصلت على الميدالية البرونزية في فردي السيدات في 2019 مينسك. شاركت في الألعاب الأولمبية الصيفية 2020 في طوكيو، اليابان.